# Rullierinereis gallardoi
Rullierinereis gallardoi är en ringmaskart som beskrevs av Pettibone 1971. Rullierinereis gallardoi ingår i släktet Rullierinereis och familjen Nereididae. Inga underarter finns listade i Catalogue of Life.